# Часосховище
«Часосхо́вище» (болг. Времеубежище) — роман болгарського письменника Георгія Господинова 2020 року. У 2021 році італійська версія роману під назвою «Cronorifugio» у перекладі Джузеппе Делл'Агата була нагороджена Європейською премією Стрега. У 2023 році англійська версія роману, перекладена Анжелою Родел, стала першим болгаромовним романом, який був номінований і отримав Міжнародну Букерівську премію. Приз у розмірі 50 000 фунтів порівну розділили Господинов і Родел.

## Сюжет
У романі розповідається про неназваного оповідача та Гаустина, психіатра, який створює клініку для людей з хворобою Альцгеймера в Цюріху. Кожен поверх клініки відтворює десятиліття в найдрібніших деталях, щоб перенести пацієнтів назад у часі, щоб повернутися до своїх спогадів. Оповідач, отримавши завдання зібрати артефакти минулого для клініки, подорожує країнами.
Однак з часом «прихистки минулого» починають приваблювати не лише хворих, а й здорових людей, які прагнуть втекти від тривог сьогодення в ностальгічне минуле. Виникає своєрідний «ностальнійний туризм», де люди платять за можливість відчути себе в іншій епосі.
Проєкт Гаустина виходить з-під контролю. З'являються цілі «тимчасові поселення», де люди живуть, імітуючи минуле. Це призводить до абсурдних ситуацій та ставить під загрозу сьогодення. По всій Європі проводяться референдуми, аби з'ясувати, в якому минулому десятилітті кожна країна має жити в майбутньому. Виникає питання: чи можна втекти в минуле без наслідків для майбутнього? Чи не стає ностальгія новою формою залежності та забуття реальності?
Роман розгортається як складна мозаїка спогадів, роздумів та філософських відступів. Оповідач рефлексує над природою часу, пам'яті, ідентичності та колективної історії. Книга порушує важливі питання про те, як ми конструюємо своє минуле, як воно впливає на наше сьогодення та майбутнє, і чи небезпечно занадто сильно чіплятися за ностальгію.
Зрештою, «Часосховище» — це не лише історія про експеримент з пам'яттю, а й метафора про сучасне суспільство, яке часто шукає розради в ідеалізованому минулому, ігноруючи виклики сьогодення.

## Історія написання
«Time Shelter» — третій роман Господинова, виданий англійською мовою. В інтерв'ю Букерівській премії Господинов розповів, що його надихнув підйом популістського руху у 2016 році, а також Brexit, і що на його написання вплинули письменники Томас Манн і Хорхе Луїс Борхес. Загалом на написання роману пішло майже три роки та близько шести місяців на переклад англійською мовою.

## Відгуки

### Критичний прийом
Роман «Часосховище» отримав міжнародну оцінку критиків. Вебсайт агрегатора рецензій Book Marks повідомив про загальну оцінку «позитив» для роману на основі 8 рецензій: 2 критики дали рецензію «захоплення», тоді як 6 дали рецензію «позитив».
У 2022 році роман був названий однією з найкращих книг року за версією журналу The New Yorker. Kirkus Reviews описав «Часосховище» як «амбітну, химерну пряжу, що згортає час», тоді як лауреатка Нобелівської премії Ольга Токарчук описала роман як «найвишуканіший вид літератури про наше сприйняття часу та його плинності, написаний у майстерному та абсолютно непередбачуваному стилі». У своїй рецензії The Guardian прокоментувала «від комунізму до референдуму про Brexit і конфлікту в Європі — цей смішний і водночас лякаючий болгарський роман досліджує використання ностальгії на озброєння». Сем Сакс у The Wall Street Journal описав назву роману Георгія Господинова «Часосховище» до санаторію, заснованого у Швейцарії для пацієнтів, які страждають на амнезію. Клініка функціонує як «бомбосховище минулого» — кожен поверх представляє окреме десятиліття та наповнений деталями епохи (навіть її характерними ароматами), що дозволяє повністю зануритися в близький серцю період історії.

### Нагороди та подяки
У 2021 році італійський переклад «Часосховище» був нагороджений Європейською премією Стрега, найпрестижнішою літературною нагородою Італії. Ця перемога стала першим випадком, коли премію отримав східноєвропейський письменник.
У 2023 році англійський переклад роману був відзначений Міжнародною Букерівською премією. Це перший болгарський роман, який отримав премію. Лейла Слімані, голова журі, описала роман як «геніальний роман, сповнений іронії та меланхолії». Зрештою роман було обрано з короткого списку з шести книг. Отримавши премію, автор Господинов прокоментував: «зазвичай вважається, що „великі теми“ зарезервовані для „великої літератури“, або літератури, написаної великими мовами, тоді як малим мовам, якось за замовчуванням, залишається місцеве та екзотичне. Такі нагороди, як Міжнародна Букерівська премія, змінюють цей статус-кво, і це дуже важливо».

## Українське видання
В Україні книгу «Часосховище» видало видавництво Чорні вівці adult у 2024 році. Переклад українською мовою здійснив Остап Сливинський.